# Dirka po Franciji 2009
Dirka po Franciji 2009 je bila 96. dirka po Franciji. Dogodek je potekal od 4. do 26. julija 2009 z začetkom v Monaku. Skupno je Tour zajel šest držav, poleg gostiteljice Francije in Monaka še Španijo, Andoro, Švico in Italijo. Skupna dolžina kolesarske dirke je znašala 3.445 km. V njej se je zvrstilo sedem gorskih etap, med drugim tudi na predzadnji dan Toura, kar se je zgodilo prvič v njegovi zgodovini. V 10. etapi je mednarodna kolesarska zveza (UCI) predstavila novost - prepoved radijske zveze med kolesarji in njihovimi vodstvi ekip, ki pa ga zaradi konzervativne vožnje kolesarjev v skoraj celotni etapi kot odgovor na to novost ni ponovila v predvideni 13. etapi..
Med favoriti Toura 2009 so se znašli zmagovalec predhodnjega Toura Carlos Sastre, zmagovalec Toura 2007 Alberto Contador, zmagovalec dirke po Italiji 2009 Denis Menčov. Lance Armstrong, sedemkratni zmagovalec Toura, se je po upokojitvi vrnil v kolesarsko karavano in tekmoval v isti ekipi kot kapetan ekipe Alberto Contador. 
Za skupno zmago na dirki se je štel med favoriti tudi Alejandro Valverde, ki pa zaradi prepovedi nastopanja v Italiji s strani italijanskega olimpijskega komiteja maja 2009 ni bil izbran v svoje moštvo Caisse d'Epargne.
Na zmagovalni ceremoniji je bila namesto španske državne himne v čast Albertu Contadorju pomotoma zaigrana danska državna himna.

## Ekipe
Na dirko je bilo povabljenih skupaj 20 kolesarskih ekip:
UCI ProTour
- Ag2r-La Mondiale
- Astana
- Bbox Bouygues Telecom
- Caisse d'Epargne
- Cofidis
- Euskaltel-Euskadi
- Française des Jeux
- Garmin–Slipstream
- Team Katusha
- Lampre-NGC
- Liquigas
- Quick-Step
- Rabobank
- Silence–Lotto
- Team Columbia–HTC
- Team Milram
- Team Saxo Bank

Povabljeni
- Agritubel
- Cervélo TestTeam
- Skil-Shimano

## Etape
| Etapa       | Start in cilj                                    | Dolžina     | Tip                   | Datum                 | Zmagovalec etape   | Rumena majica     |
| ----------- | ------------------------------------------------ | ----------- | --------------------- | --------------------- | ------------------ | ----------------- |
| 1           | Monako                                           | 15 km       | samostojni kronometer | sobota, 4. julij      | Fabian Cancellara  | Fabian Cancellara |
| 2           | Monako - Brignoles                               | 182 km      | ravninska etapa       | nedelja, 5. julij     | Mark Cavendish     | Fabian Cancellara |
| 3           | Marseille - La Grande-Motte                      | 196 km      | ravninska etapa       | ponedeljek, 6. julij  | Mark Cavendish     | Fabian Cancellara |
| 4           | Montpellier - Montpellier                        | 38 km       | moštveni kronometer   | torek, 7. julij       | Astana             | Fabian Cancellara |
| 5           | Le Cap d'Agde - Perpignan                        | 197 km      | ravninska etapa       | sreda, 8. julij       | Thomas Voeckler    | Fabian Cancellara |
| 6           | Girona - Barcelona                               | 175 km      | ravninska etapa       | četrtek, 9. julij     | Thor Hushovd       | Fabian Cancellara |
| 7           | Barcelona - Andorra la Vella                     | 224 km      | gorska etapa          | petek, 10. julij      | Brice Feillu       | Rinaldo Nocentini |
| 8           | Andorra la Vella - Saint-Girons                  | 176 km      | gorska etapa          | sobota, 11. julij     | Luis León Sánchez  | Rinaldo Nocentini |
| 9           | Saint-Gaudens - Tarbes                           | 160 km      | gorska etapa          | nedelja, 12. julij    | Pierrick Fédrigo   | Rinaldo Nocentini |
| dan počitka | dan počitka                                      | dan počitka | dan počitka           | ponedeljek, 13. julij |                    |                   |
| 10          | Limoges - Issoudun                               | 193 km      | ravninska etapa       | torek, 14. julij      | Mark Cavendish     | Rinaldo Nocentini |
| 11          | Vatan - Saint-Fargeau                            | 192 km      | ravninska etapa       | sreda, 15. julij      | Mark Cavendish     | Rinaldo Nocentini |
| 12          | Tonnerre - Vittel                                | 200 km      | ravninska etapa       | četrtek, 16. julij    | Nicki Sørensen     | Rinaldo Nocentini |
| 13          | Vittel - Colmar                                  | 200 km      | vmesna etapa          | petek, 17. julij      | Heinrich Haussler  | Rinaldo Nocentini |
| 14          | Colmar - Besançon                                | 199 km      | ravninska etapa       | sobota, 18. julij     | Sergej Ivanov      | Rinaldo Nocentini |
| 15          | Pontarlier - Verbier                             | 207 km      | gorska etapa          | nedelja, 19. julij    | Alberto Contador   | Alberto Contador  |
| dan počitka | dan počitka                                      | dan počitka | dan počitka           | ponedeljek, 20. julij |                    |                   |
| 16          | Martigny - Bourg-Saint-Maurice                   | 160 km      | gorska etapa          | torek, 21. julij      | Mikel Astarloza    | Alberto Contador  |
| 17          | Bourg-Saint-Maurice - Le Grand-Bornand           | 169 km      | gorska etapa          | sreda, 22. julij      | Fränk Schleck      | Alberto Contador  |
| 18          | Annecy - Annecy                                  | 40 km       | samostojni kronometer | četrtek, 23. julij    | Alberto Contador   | Alberto Contador  |
| 19          | Bourgoin-Jallieu - Aubenas                       | 195 km      | ravninska etapa       | petek, 24. julij      | Mark Cavendish     | Alberto Contador  |
| 20          | Montélimar - Mont Ventoux                        | 167 km      | gorska etapa          | sobota, 25. julij     | Juan Manuel Gárate | Alberto Contador  |
| 21          | Montereau-Fault-Yonne - Pariz, Elizejske poljane | 160 km      | ravninska etapa       | nedelja, 26. julij    | Mark Cavendish     | Alberto Contador  |
| skupno      | skupno                                           | 3554 km     |                       |                       |                    |                   |

## Razvrstitev po klasifikacijah
| Etapa  | Zmagovalec         | - Rumena majica   | - Zelena majica   | - Pikčasta majica | - Bela majica   | - Ekipno         | - Rdeča številka   |
| ------ | ------------------ | ----------------- | ----------------- | ----------------- | --------------- | ---------------- | ------------------ |
| 1      | Fabian Cancellara  | Fabian Cancellara | Fabian Cancellara | Alberto Contador  | Roman Kreuziger | Astana           | brez               |
| 2      | Mark Cavendish     | Fabian Cancellara | Mark Cavendish    | Jussi Veikkanen   | Roman Kreuziger | Astana           | Stef Clement       |
| 3      | Mark Cavendish     | Fabian Cancellara | Mark Cavendish    | Jussi Veikkanen   | Tony Martin     | Astana           | Samuel Dumoulin    |
| 4      | Astana             | Fabian Cancellara | Mark Cavendish    | Jussi Veikkanen   | Tony Martin     | Astana           | brez               |
| 5      | Thomas Voeckler    | Fabian Cancellara | Mark Cavendish    | Jussi Veikkanen   | Tony Martin     | Astana           | Mihail Ignatjev    |
| 6      | Thor Hushovd       | Fabian Cancellara | Mark Cavendish    | Stéphane Augé     | Tony Martin     | Astana           | David Millar       |
| 7      | Brice Feillu       | Rinaldo Nocentini | Mark Cavendish    | Brice Feillu      | Tony Martin     | Astana           | Christophe Riblon  |
| 8      | Luis León Sánchez  | Rinaldo Nocentini | Thor Hushovd      | Christophe Kern   | Tony Martin     | Ag2r-La Mondiale | Sandy Casar        |
| 9      | Pierrick Fédrigo   | Rinaldo Nocentini | Thor Hushovd      | Egoi Martínez     | Tony Martin     | Ag2r-La Mondiale | Franco Pellizotti  |
| 10     | Mark Cavendish     | Rinaldo Nocentini | Thor Hushovd      | Egoi Martínez     | Tony Martin     | Ag2r-La Mondiale | Thierry Hupond     |
| 11     | Mark Cavendish     | Rinaldo Nocentini | Mark Cavendish    | Egoi Martínez     | Tony Martin     | Ag2r-La Mondiale | Johan Van Summeren |
| 12     | Nicki Sørensen     | Rinaldo Nocentini | Mark Cavendish    | Egoi Martínez     | Tony Martin     | Team Saxo Bank   | Nicki Sørensen     |
| 13     | Heinrich Haussler  | Rinaldo Nocentini | Thor Hushovd      | Franco Pellizotti | Tony Martin     | Team Saxo Bank   | Heinrich Haussler  |
| 14     | Sergej Ivanov      | Rinaldo Nocentini | Thor Hushovd      | Franco Pellizotti | Tony Martin     | Ag2r-La Mondiale | Martijn Maaskant   |
| 15     | Alberto Contador   | Alberto Contador  | Thor Hushovd      | Franco Pellizotti | Andy Schleck    | Astana           | Simon Špilak       |
| 16     | Sandy Casar*       | Alberto Contador  | Thor Hushovd      | Franco Pellizotti | Andy Schleck    | Astana           | Franco Pellizotti  |
| 17     | Fränk Schleck      | Alberto Contador  | Thor Hushovd      | Franco Pellizotti | Andy Schleck    | Astana           | Thor Hushovd       |
| 18     | Alberto Contador   | Alberto Contador  | Thor Hushovd      | Franco Pellizotti | Andy Schleck    | Astana           | brez               |
| 19     | Mark Cavendish     | Alberto Contador  | Thor Hushovd      | Franco Pellizotti | Andy Schleck    | Astana           | Leonardo Duque     |
| 20     | Juan Manuel Gárate | Alberto Contador  | Thor Hushovd      | Franco Pellizotti | Andy Schleck    | Astana           | Tony Martin        |
| 21     | Mark Cavendish     | Alberto Contador  | Thor Hushovd      | Franco Pellizotti | Andy Schleck    | Astana           | Fumiyuki Beppu     |
| Skupaj | Skupaj             | Alberto Contador  | Thor Hushovd      | Egoi Martínez     | Andy Schleck    | Astana           | Franco Pellizotti  |

## Končna razvrstitev
| Legenda                                  | Legenda                                  | Legenda                               | Legenda                                    |
| ---------------------------------------- | ---------------------------------------- | ------------------------------------- | ------------------------------------------ |
| A yellow jersey.                         | Predstavlja vodilnega v skupnem seštevku | A white jersey with red polka dots.   | Predstavlja vodilnega v gorski razvrstitvi |
| A green jersey.                          | Predstavlja vodilnega po točkah          | A white jersey.                       | Predstavlja najboljšega mladega kolesarja  |
| A white jersey with a yellow number bib. | Predstavlja vodilnega najboljše ekipe    | A white jersey with a red number bib. | Predstavlja najbolj borbenega kolesarja    |

### Rumena majica
| Poz. | Kolesar                     | Ekipa              | Čas         |
| ---- | --------------------------- | ------------------ | ----------- |
| 1    | Alberto Contador (ESP)      | Astana             | 85h 48' 35" |
| 2    | Andy Schleck (LUX)          | Team Saxo Bank     | + 4' 11"    |
| DSQ  | Lance Armstrong (USA)       | Astana             | +5' 24"     |
| 3    | Bradley Wiggins (GBR)       | Garmin–Slipstream  | + 6' 01"    |
| 4    | Fränk Schleck (LUX)         | Team Saxo Bank     | + 6' 04"    |
| 5    | Andreas Klöden (GER)        | Astana             | + 6' 42"    |
| 6    | Vincenzo Nibali (ITA)       | Liquigas           | + 7' 35"    |
| 7    | Christian Vande Velde (USA) | Garmin–Slipstream  | + 12' 04"   |
| 8    | Roman Kreuziger (CZE)       | Liquigas           | + 14' 16"   |
| 9    | Christophe Le Mével (FRA)   | Française des Jeux | + 14' 25"   |
| 10   | Sandy Casar (FRA)           | Française des Jeux | + 17' 19"   |

| Skupna razvrstitev kolesarjev (11–152) | Skupna razvrstitev kolesarjev (11–152) | Skupna razvrstitev kolesarjev (11–152) | Skupna razvrstitev kolesarjev (11–152) |
| Poz.                                   | Kolesar                                | Ekipa                                  | Čas                                    |
| -------------------------------------- | -------------------------------------- | -------------------------------------- | -------------------------------------- |
| 11                                     | Vladimir Karpec (RUS)                  | Team Katusha                           | + 18' 34"                              |
| 12                                     | Rinaldo Nocentini (ITA)                | Ag2r-La Mondiale                       | + 20' 45"                              |
| 13                                     | Jurgen Van den Broeck (BEL)            | Silence–Lotto                          | + 20' 50"                              |
| 14                                     | Stéphane Goubert (FRA)                 | Ag2r-La Mondiale                       | + 22' 29"                              |
| 15                                     | Carlos Sastre (ESP)                    | Cervélo TestTeam                       | + 26' 21"                              |
| 16                                     | Aleksander Bočarov (RUS)               | Team Katusha                           | + 29' 33"                              |
| 17                                     | George Hincapie (USA)                  | Team Columbia–HTC                      | + 33' 27"                              |
| 18                                     | Sylvain Chavanel (FRA)                 | Quick-Step                             | + 34' 09"                              |
| 19                                     | Christian Knees (GER)                  | Team Milram                            | + 34' 48"                              |
| 20                                     | Pierre Rolland (FRA)                   | Bbox Bouygues Telecom                  | + 37' 44"                              |
| 21                                     | Nicolas Roche (IRE)                    | Ag2r-La Mondiale                       | + 38' 20"                              |
| 22                                     | Linus Gerdemann (GER)                  | Team Milram                            | + 38' 35"                              |
| 23                                     | Brice Feillu (FRA)                     | Agritubel                              | + 41' 14"                              |
| 24                                     | Luis León Sánchez (ESP)                | Caisse d'Epargne                       | + 41' 27"                              |
| 25                                     | Haimar Zubeldia (ESP)                  | Astana                                 | + 43' 34"                              |
| 26                                     | Maxime Monfort (BEL)                   | Team Columbia–HTC                      | + 43' 54"                              |
| 27                                     | Christophe Moreau (FRA)                | Agritubel                              | + 44' 33"                              |
| 28                                     | Cadel Evans (AUS)                      | Silence–Lotto                          | + 45' 24"                              |
| 29                                     | Nicki Sørensen (DEN)                   | Team Saxo Bank                         | + 46' 34"                              |
| 30                                     | Peter Velits (SVK)                     | Team Milram                            | + 46' 35"                              |
| 31                                     | Hubert Dupont (FRA)                    | Ag2r-La Mondiale                       | + 49' 43"                              |
| 32                                     | Chris Anker Sørensen (DEN)             | Team Saxo Bank                         | + 49' 47"                              |
| 33                                     | Sérgio Paulinho (POR)                  | Astana                                 | + 54' 00"                              |
| 34                                     | Tony Martin (GER)                      | Team Columbia–HTC                      | + 55' 04"                              |
| DSQ                                    | Franco Pellizotti (ITA)}               | Liquigas                               | +56' 19"                               |
| 35                                     | Sébastien Minard (FRA)                 | Cofidis                                | + 57' 37"                              |
| 36                                     | Luis Pasamontes (ESP)                  | Caisse d'Epargne                       | + 57' 47"                              |
| 37                                     | Sergej Ivanov (RUS)                    | Team Katusha                           | + 1h 00' 21"                           |
| 38                                     | Jaroslav Popovič (UKR)                 | Astana                                 | + 1h 01' 08"                           |
| 39                                     | Laurent Lefèvre (FRA)                  | Bbox Bouygues Telecom                  | + 1h 01' 29"                           |
| 40                                     | Rémi Pauriol (FRA)                     | Cofidis                                | + 1h 03' 04"                           |
| 41                                     | Egoi Martínez (ESP)                    | Euskaltel-Euskadi                      | + 1h 07' 20"                           |
| 42                                     | Volodimir Gustov (UKR)                 | Cervélo TestTeam                       | + 1h 08' 15"                           |
| 43                                     | Matthew Lloyd (AUS)                    | Silence–Lotto                          | + 1h 09' 05"                           |
| 44                                     | Jurij Trofimov (RUS)                   | Bbox Bouygues Telecom                  | + 1h 09' 23"                           |
| 45                                     | Jérémy Roy (FRA)                       | Française des Jeux                     | + 1h 09' 23"                           |
| 46                                     | Ryder Hesjedal (CAN)                   | Garmin–Slipstream                      | + 1h 14' 03"                           |
| 47                                     | Gustav Larsson (SWE)                   | Team Saxo Bank                         | + 1h 15' 22"                           |
| DSQ                                    | Denis Menčov (RUS)                     | Rabobank                               | +1h 17' 04"                            |
| 49                                     | Rigoberto Urán (COL)                   | Caisse d'Epargne                       | + 1h 20' 20"                           |
| 50                                     | David Loosli (SUI)                     | Lampre-NGC                             | + 1h 21' 56"                           |
| 51                                     | Grischa Niermann (GER)                 | Rabobank                               | + 1h 21' 59"                           |
| 52                                     | Sylvain Calzati (FRA)                  | Agritubel                              | + 1h 25' 47"                           |
| 53                                     | Pierrick Fédrigo (FRA)                 | Bbox Bouygues Telecom                  | + 1h 26' 07"                           |
| 54                                     | Kim Kirchen (LUX)                      | Team Columbia–HTC                      | + 1h 26' 52"                           |
| 55                                     | David Moncoutié (FRA)                  | Cofidis                                | + 1h 28' 35"                           |
| 56                                     | Charly Wegelius (GBR)                  | Silence–Lotto                          | + 1h 29' 37"                           |
| 57                                     | Laurens ten Dam (NED)                  | Rabobank                               | + 1h 34' 57"                           |
| 58                                     | Gorka Verdugo (ESP)                    | Euskaltel-Euskadi                      | + 1h 35' 49"                           |
| 59                                     | Juan Manuel Gárate (ESP)               | Rabobank                               | + 1h 37' 19"                           |
| 60                                     | Carlos Barredo (ESP)                   | Quick-Step                             | + 1h 38' 30"                           |
| 61                                     | Geoffroy Lequatre (FRA)                | Agritubel                              | + 1h 40' 09"                           |
| 62                                     | Amaël Moinard (FRA)                    | Cofidis                                | + 1h 42' 28"                           |
| 63                                     | Igor Antón (ESP)                       | Euskaltel-Euskadi                      | + 1h 44' 39"                           |
| 64                                     | Thomas Voeckler (FRA)                  | Bbox Bouygues Telecom                  | + 1h 47' 40"                           |
| 65                                     | Nicolas Vogondy (FRA)                  | Agritubel                              | + 1h 51' 09"                           |
| 66                                     | David Arroyo (ESP)                     | Caisse d'Epargne                       | + 1h 51' 52"                           |
| 67                                     | Maxime Bouet (FRA)                     | Agritubel                              | + 1h 53' 04"                           |
| 68                                     | Iván Gutiérrez (ESP)                   | Caisse d'Epargne                       | + 1h 54' 08"                           |
| 69                                     | Rubén Pérez (ESP)                      | Euskaltel-Euskadi                      | + 1h 57' 29"                           |
| 70                                     | Joost Posthuma (NED)                   | Rabobank                               | + 1h 58' 25"                           |
| 71                                     | Joan Horrach (ESP)                     | Team Katusha                           | + 1h 58' 52"                           |
| 72                                     | Christophe Kern (FRA)                  | Cofidis                                | + 1h 59' 20"                           |
| 73                                     | Sebastian Lang (GER)                   | Silence–Lotto                          | + 2h 00' 52"                           |
| 74                                     | David Zabriskie (USA)                  | Garmin–Slipstream                      | + 2h 02' 36"                           |
| 75                                     | Johannes Fröhlinger (GER)              | Team Milram                            | + 2h 04' 53"                           |
| 76                                     | Hayden Roulston (NZL)                  | Cervélo TestTeam                       | + 2h 07' 58"                           |
| 77                                     | Marzio Bruseghin (ITA)                 | Lampre-NGC                             | + 2h 08' 42"                           |
| 78                                     | José Luis Arrieta (ESP)                | Ag2r-La Mondiale                       | + 2h 11' 29"                           |
| 79                                     | Christophe Riblon (FRA)                | Ag2r-La Mondiale                       | + 2h 12' 43"                           |
| 80                                     | Stijn Devolder (BEL)                   | Quick-Step                             | + 2h 13' 56"                           |
| 81                                     | José Joaquín Rojas (ESP)               | Caisse d'Epargne                       | + 2h 14' 16"                           |
| 82                                     | David Millar (GBR)                     | Garmin–Slipstream                      | + 2h 15' 04"                           |
| 83                                     | Frederik Willems (BEL)                 | Liquigas                               | + 2h 16' 11"                           |
| 84                                     | Íñigo Cuesta (ESP)                     | Cervélo TestTeam                       | + 2h 16' 39"                           |
| 85                                     | Jérôme Pineau (FRA)                    | Quick-Step                             | + 2h 17' 36"                           |
| 86                                     | Greg Van Avermaet (BEL)                | Silence–Lotto                          | + 2h 20' 14"                           |
| 87                                     | Thierry Hupond (FRA)                   | Skil-Shimano                           | + 2h 22' 58"                           |
| 88                                     | Fabian Cancellara (SUI)                | Team Saxo Bank                         | + 2h 23' 55"                           |
| 89                                     | Aleksandr Kučinski (BLR)               | Liquigas                               | + 2h 23' 58"                           |
| 90                                     | Johan Vansummeren (BEL)                | Silence–Lotto                          | + 2h 25' 38"                           |
| 91                                     | Leonardo Duque (COL)                   | Cofidis                                | + 2h 25' 52"                           |
| 92                                     | Alessandro Ballan (ITA)                | Lampre-NGC                             | + 2h 26' 22"                           |
| 93                                     | Stijn Vandenbergh (BEL)                | Team Katusha                           | + 2h 26' 34"                           |
| 94                                     | Heinrich Haussler (GER)                | Cervélo TestTeam                       | + 2h 28' 35"                           |
| 95                                     | Martijn Maaskant (NED)                 | Garmin–Slipstream                      | + 2h 29' 53"                           |
| 96                                     | Óscar Freire (ESP)                     | Rabobank                               | + 2h 39' 25"                           |
| 97                                     | Filippo Pozzato (ITA)                  | Team Katusha                           | + 2h 39' 39"                           |
| 98                                     | Mickaël Delage (FRA)                   | Silence–Lotto                          | + 2h 42' 20"                           |
| 99                                     | Juan Antonio Flecha (ESP)              | Rabobank                               | + 2h 42' 45"                           |
| 100                                    | Michael Rogers (AUS)                   | Team Columbia–HTC                      | + 2h 42' 57"                           |
| 101                                    | Sébastien Rosseler (BEL)               | Quick-Step                             | + 2h 43' 22"                           |
| 102                                    | Bingen Fernández (ESP)                 | Cofidis                                | + 2h 45' 28"                           |
| 103                                    | Thor Hushovd (NOR)                     | Cervélo TestTeam                       | + 2h 46' 00"                           |
| 104                                    | Juan José Oroz (ESP)                   | Euskaltel-Euskadi                      | + 2h 46' 17"                           |
| 105                                    | Jussi Veikkanen (FIN)                  | Française des Jeux                     | + 2h 47' 21"                           |
| 106                                    | Simon Špilak (SLO)                     | Lampre-NGC                             | + 2h 52' 24"                           |
| 107                                    | Daniele Righi (ITA)                    | Lampre-NGC                             | + 2h 52' 44"                           |
| 108                                    | Koen de Kort (NED)                     | Skil-Shimano                           | + 2h 53' 25"                           |
| 109                                    | Fumijuki Beppu (JPN)                   | Skil-Shimano                           | + 2h 55' 21"                           |
| 110                                    | Simon Geschke (GER)                    | Skil-Shimano                           | + 2h 55' 28"                           |
| 111                                    | Matteo Tosatto (ITA)                   | Quick-Step                             | + 2h 58' 28"                           |
| 112                                    | Arnaud Coyot (FRA)                     | Caisse d'Epargne                       | + 2h 59' 10"                           |
| 113                                    | Brian Vandborg (DEN)                   | Liquigas                               | + 2h 59' 57"                           |
| 114                                    | Alexandre Pichot (FRA)                 | Bbox Bouygues Telecom                  | + 3h 02' 01"                           |
| 115                                    | Stef Clement (NED)                     | Rabobank                               | + 3h 02' 11"                           |
| 116                                    | Anthony Geslin (FRA)                   | Française des Jeux                     | + 3h 02' 26"                           |
| 117                                    | Alessandro Vanotti (ITA)               | Liquigas                               | + 3h 04' 00"                           |
| 118                                    | Julian Dean (NZL)                      | Garmin–Slipstream                      | + 3h 04' 41"                           |
| 119                                    | Nikolaj Trusov (RUS)                   | Team Katusha                           | + 3h 05' 10"                           |
| 120                                    | Staf Scheirlinckx (BEL)                | Silence–Lotto                          | + 3h 05' 11"                           |
| 121                                    | Stuart O'Grady (AUS)                   | Team Saxo Bank                         | + 3h 08' 39"                           |
| 122                                    | Markus Fothen (GER)                    | Team Milram                            | + 3h 12' 45"                           |
| 123                                    | Gerald Ciolek (GER)                    | Team Milram                            | + 3h 15' 12"                           |
| 124                                    | Brett Lancaster (AUS)                  | Cervélo TestTeam                       | + 3h 15' 33"                           |
| 125                                    | William Bonnet (FRA)                   | Bbox Bouygues Telecom                  | + 3h 16' 29"                           |
| 126                                    | Jukija Araširo (JPN)                   | Bbox Bouygues Telecom                  | + 3h 16' 44"                           |
| 127                                    | Albert Timmer (NED)                    | Skil-Shimano                           | + 3h 16' 50"                           |
| 128                                    | Mark Cavendish (GBR)                   | Team Columbia–HTC                      | + 3h 21' 54"                           |
| 129                                    | Mauro Santambrogio (ITA)               | Lampre-NGC                             | + 3h 23' 29"                           |
| 130                                    | Lloyd Mondory (FRA)                    | Ag2r-La Mondiale                       | + 3h 25' 39"                           |
| 131                                    | Bert Grabsch (GER)                     | Team Columbia–HTC                      | + 3h 27' 06"                           |
| 132                                    | Daniele Bennati (ITA)                  | Liquigas                               | + 3h 27' 14"                           |
| 133                                    | Stéphane Augé (FRA)                    | Cofidis                                | + 3h 27' 18"                           |
| 134                                    | Fabian Wegmann (GER)                   | Team Milram                            | + 3h 29' 54"                           |
| 135                                    | Grégory Rast (SUI)                     | Astana                                 | + 3h 30' 07"                           |
| 136                                    | Samuel Dumoulin (FRA)                  | Cofidis                                | + 3h 30' 23"                           |
| 137                                    | Mihail Ignatjev (RUS)                  | Team Katusha                           | + 3h 32' 09"                           |
| 138                                    | Danny Pate (USA)                       | Garmin–Slipstream                      | + 3h 32' 39"                           |
| 139                                    | Benoît Vaugrenard (FRA)                | Française des Jeux                     | + 3h 34' 35"                           |
| 140                                    | Saïd Haddou (FRA)                      | Bbox Bouygues Telecom                  | + 3h 34' 55"                           |
| 141                                    | Cyril Lemoine (FRA)                    | Skil-Shimano                           | + 3h 36' 14"                           |
| 142                                    | Marco Bandiera (ITA)                   | Lampre-NGC                             | + 3h 39' 14"                           |
| 143                                    | Marcin Sapa (POL)                      | Lampre-NGC                             | + 3h 41' 46"                           |
| 144                                    | Fabio Sabatini (ITA)                   | Liquigas                               | + 3h 42' 11"                           |
| 145                                    | Dimitrij Muravjev (KAZ)                | Astana                                 | + 3h 43' 15"                           |
| 146                                    | Mark Renshaw (AUS)                     | Team Columbia–HTC                      | + 3h 46' 20"                           |
| 147                                    | Bernhard Eisel (AUT)                   | Team Columbia–HTC                      | + 3h 47' 43"                           |
| 148                                    | Tyler Farrar (USA)                     | Garmin–Slipstream                      | + 3h 48' 13"                           |
| 149                                    | Niki Terpstra (NED)                    | Team Milram                            | + 3h 48' 38"                           |
| 150                                    | Steven de Jongh (NED)                  | Quick-Step                             | + 3h 49' 21"                           |
| 151                                    | Jonathan Hivert (FRA)                  | Skil-Shimano                           | + 3h 49' 39"                           |
| DSQ                                    | Andreas Klier (GER)                    | Cervélo TestTeam                       | +3h 54' 08"                            |
| 152                                    | Jauheni Hutarovič (BLR)                | Française des Jeux                     | + 4h 16' 27"                           |

### Zelena majica
| Poz. | Kolesar                  | Ekipa             | Točke |
| ---- | ------------------------ | ----------------- | ----- |
| 1    | Thor Hushovd (NOR)       | Cervélo TestTeam  | 280   |
| 2    | Mark Cavendish (GBR)     | Team Columbia–HTC | 270   |
| 3    | Gerald Ciolek (GER)      | Team Milram       | 148   |
| 4    | José Joaquín Rojas (ESP) | Caisse d'Epargne  | 126   |
| 5    | Nicolas Roche (IRL)      | Ag2r-La Mondiale  | 122   |
| 6    | Óscar Freire (ESP)       | Rabobank          | 119   |
| 7    | Tyler Farrar (USA)       | Garmin–Slipstream | 110   |
| DSQ  | Franco Pellizotti (ITA)  | Liquigas          | 104   |
| 9    | Alberto Contador (ESP)   | Astana            | 101   |
| 10   | Andreas Klöden (GER)     | Astana            | 89    |

### Pikčasta majica
| Poz. | Kolesar                  | Ekipa                 | Točke |
| ---- | ------------------------ | --------------------- | ----- |
| DSQ  | Franco Pellizotti (ITA)  | Liquigas              | 210   |
| 1    | Egoi Martínez (ESP)      | Euskaltel-Euskadi     | 135   |
| 3    | Alberto Contador (ESP)   | Astana                | 126   |
| 4    | Andy Schleck (LUX)       | Team Saxo Bank        | 111   |
| 5    | Pierrick Fédrigo (FRA)   | Bbox Bouygues Telecom | 99    |
| 6    | Christophe Kern (FRA)    | Cofidis               | 89    |
| 7    | Fränk Schleck (LUX)      | Team Saxo Bank        | 88    |
| DSQ  | Mikel Astarloza (ESP)    | Euskaltel-Euskadi     | 86    |
| 9    | Juan Manuel Gárate (ESP) | Rabobank              | 86    |
| 10   | Sandy Casar (FRA)        | Française des Jeux    | 84    |

### Bela majica
| Poz. | Kolesar                    | Ekipa                 | Čas          |
| ---- | -------------------------- | --------------------- | ------------ |
| 1    | Andy Schleck (LUX)         | Team Saxo Bank        | 85h 52′ 46″  |
| 2    | Vincenzo Nibali (ITA)      | Liquigas              | + 3′ 24″     |
| 3    | Roman Kreuziger (CZE)      | Liquigas              | + 10′ 05″    |
| 4    | Pierre Rolland (FRA)       | Bbox Bouygues Telecom | + 33′ 33″    |
| 5    | Nicolas Roche (IRL)        | Ag2r-La Mondiale      | + 34′ 09″    |
| 6    | Brice Feillu (FRA)         | Agritubel             | + 37′ 03″    |
| 7    | Peter Velits (SVK)         | Team Milram           | + 42′ 24″    |
| 8    | Chris Anker Sørensen (DEN) | Team Saxo Bank        | + 45′ 36″    |
| 9    | Tony Martin (GER)          | Team Columbia–HTC     | + 50′ 53″    |
| 10   | Jurij Trofimov (RUS)       | Bbox Bouygues Telecom | + 1h 04′ 50″ |

### Ekipna razvrstitev
| Poz. | Ekipa              | Čas          |
| ---- | ------------------ | ------------ |
| 1    | Astana             | 243h 56′ 04″ |
| 2    | Garmin–Slipstream  | + 22′ 35″    |
| 3    | Team Saxo Bank     | + 28′ 34″    |
| 4    | Ag2r-La Mondiale   | + 31′ 47″    |
| 5    | Liquigas           | + 43′ 31″    |
| 6    | Euskaltel-Euskadi  | + 58′ 05″    |
| 7    | Française des Jeux | + 1h 01′ 48″ |
| 8    | Cofidis            | + 1h 05′ 34″ |
| 9    | Team Katusha       | + 1h 13′ 57″ |
| 10   | Agritubel          | + 1h 20′ 38″ |

## Doping
Na Touru so se pojavljale številne doping kontrole s strani mednarodne kolesarske zveze (UCI), osredotočene na najboljše kolesarje. Kljub temu je bil v ospredju Toura predvsem boj med Armstrongom in Contadorjem. Tega ni spremenila niti novica o pozitivnem A testu italijanskega kolesarja Danila di Luce na predhodnjem Giru d'Italia, katerega je končal na skupnem drugem mestu takoj za Denisom Menčovom. Pet dni po koncu dirke je UCI oznanila, da je bil zmagovalec 16 etape Mikel Astarloza pozitiven na test EPO v testiranju 26. junija, osem dni pred zaletkom Toura.
Tri dni pred začetkom dirke je bila izdana novica o ponovnem pozitivnem testu nizozemskega kolesarja Thomasa Dekkerja, sicer še iz leta 2007; posledica je bila takojšen umik s štartnega seznama njegovega moštva - Silence-Lotto.